# Мэнсон, Одри
Одри Мари Мэнсон (англ. Audrey Marie Munson, 8 июня 1891 — 20 февраля 1996) — американская модель, актриса театра и кино.

## Биография
В 1896 родители Одри разошлись, она с матерью переехала в Нью-Йорк. В 1906 начала позировать фотографам и художникам. В 1909—1911 выступала в мюзиклах на Бродвее. Стала моделью многих сотен скульптур и картин известных и модных мастеров того времени, приобрела огромную популярность, в прессе её называли Мисс Манхэттен, американской Венерой и т. п. Скульптор Александр Стирлинг Колдер выбрал её моделью для своей Девы-звезды и ещё 94 скульптур, украшавших Всемирную выставку 1915 года в Сан-Франциско. Её изображения (копии работ Адольфа Александра Вейнмана) с 1916 чеканились на монетах в полдоллара и 10 центов.

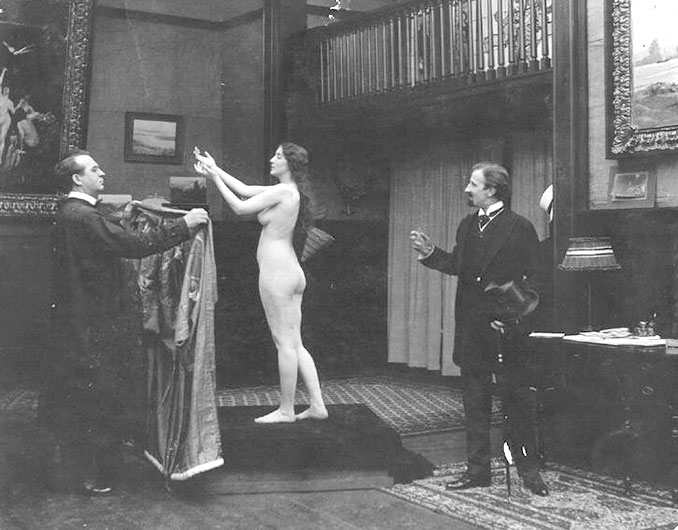
Сцена из фильма Вдохновение, 1915

Одри переехала в Калифорнию. Она снялась в четырёх голливудских немых фильмах (Вдохновение, 1915; Пьюрити, 1916, и др.), в ряде сцен — полностью обнажённой, что в американском не порнографическом кино случилось впервые. Фильм «Вдохновение» (Inspiration) считается первым фильмом, где есть обнаженная сцена с одним из исполнителей главных ролей.
В 1919 вернулась в Нью-Йорк. Вступила в любовную связь с хозяином дома, где они с матерью снимали квартиру, Уолтером Уилкинсом. Уилкинс убил свою жену, подозрение в соучастии пало на мать и дочь. Их в это время уже не было в Нью-Йорке, полиция широко объявила о розыске. Их обнаружили и допросили в Торонто, подозрение было снято. Уилкинс же был приговорён к смертной казни на электрическом стуле, но он повесился в камере своего заключения до приведения приговора в исполнение.
Публичный скандал оборвал карьеру Одри Мэнсон как модели и актрисы. Некоторое время она занималась журналистикой, публиковалась в газетах. В 1920 вернулась в Мехико, не могла найти работу, торговала вразнос кухонной посудой. В 1921 в последний раз снялась в кино — в фильме Неосторожные мотыльки по собственному сценарию. В 1922 пыталась покончить с собой (отравиться). У неё проявились признаки душевного расстройства. В 1931 суд приговорил Мэнсон к помещению в психбольницу, где, полностью забытая семьей, она и оставалась на протяжении 65 лет, ещё трёх пятых жизни, до самой кончины.

## Наследие
Долгое время ленты с участием Одри Мэнсон считались потерянными, но в 2004 году копия фильма Пьюрити была найдена во Франции. Начиная с 1996 к актрисе и модели вернулась известность. О ней издаются книги. Осмотр её скульптурных изображений входит сегодня в туристический автобусный маршрут по Нью-Йорку.